# Годс-Рівер 86A
Годс-Рівер 86A (англ. God's River 86A) — індіанська резервація в Канаді, у провінції Манітоба, у межах невключеної частини переписної області №22.

## Населення
За даними перепису 2016 року, індіанська резервація нараховувала 643 особи, показавши зростання на 7,9%, порівняно з 2011-м роком. Середня густина населення становила 160,2 осіб/км².
З офіційних мов обидвома одночасно не володів жоден з жителів, тільки англійською — 640, тільки французькою — 5. Усього 385 осіб вважали рідною мовою не одну з офіційних, з них усі — одну з корінних мов.
Працездатне населення становило 55,4% усього населення, рівень безробіття — 29,3%.
Середній дохід на особу становив $15 804 (медіана $10 400), при цьому для чоловіків — $12 275, а для жінок $19 376 (медіани — $2 288 та $14 304 відповідно).
14,9% мешканців мали закінчену шкільну освіту, не мали закінченої шкільної освіти — 74,3%, 12,2% мали післяшкільну освіту, з яких 33,3% мали диплом бакалавра, або вищий.
| Статево-вікова структура населення | Статево-вікова структура населення | Статево-вікова структура населення | Статево-вікова структура населення | Статево-вікова структура населення |
| ---------------------------------- | ---------------------------------- | ---------------------------------- | ---------------------------------- | ---------------------------------- |
|                                    |                                    |                                    |                                    |                                    |
| Всього                             | Всього                             | 51,2%48,8%                         |                                    |                                    |
| 0 — 14 років                       | 0 — 14 років                       |                                    | 42,6%                              | 42,6%                              |
| 15 — 64 років                      | 15 — 64 років                      |                                    | 55%                                | 55%                                |
| 65 і більше                        | 65 і більше                        |                                    | 2,3%                               | 2,3%                               |
| Середній вік (років)               | Середній вік (років)               | 23,723,1                           | 23,4                               | 23,4                               |
| Медіана (років)                    | Медіана (років)                    | 19,020,4                           | 19,6                               | 19,6                               |
| — чоловіки — жінки                 |                                    |                                    |                                    |                                    |

| Походження мешканців:     | Походження мешканців:     | Походження мешканців: | Походження мешканців: | Походження мешканців: |
| ------------------------- | ------------------------- | --------------------- | --------------------- | --------------------- |
| Походження                |                           |                       | осіб                  | %                     |
| Корінні американці        | Корінні американці        |                       | 640                   | 100%                  |
| Інше північноамериканське | Інше північноамериканське |                       | 0                     | 0%                    |
| Європейське               | Європейське               |                       | 10                    | 1.56%                 |
| британське                | британське                |                       | 10                    | 1.56%                 |

## Клімат
Середня річна температура становить -2°C, середня максимальна – 20,3°C, а середня мінімальна – -29,1°C. Середня річна кількість опадів – 517 мм.
| Клімат поселення                              | Клімат поселення | Клімат поселення | Клімат поселення | Клімат поселення | Клімат поселення | Клімат поселення | Клімат поселення | Клімат поселення | Клімат поселення | Клімат поселення | Клімат поселення | Клімат поселення | Клімат поселення |
| Показник                                      | Січ.             | Лют.             | Бер.             | Квіт.            | Трав.            | Черв.            | Лип.             | Серп.            | Вер.             | Жовт.            | Лист.            | Груд.            |                  |
| Середній максимум, °C                         | −16,7            | −13,48           | −6,45            | 3,54             | 11,62            | 18,44            | 20,25            | 19,49            | 11,94            | 4,92             | −5,24            | −15,36           |                  |
| Середня температура, °C                       | −22,89           | −19,68           | −12,65           | −2,66            | 5,41             | 12,24            | 17,00            | 16,24            | 8,68             | 1,66             | −8,5             | −18,6            |                  |
| Середній мінімум, °C                          | −29,12           | −25,89           | −18,86           | −8,87            | −0,79            | 6,04             | 13,74            | 12,99            | 5,44             | −1,61            | −11,76           | −21,88           |                  |
| Норма опадів, мм                              | 21               | 16               | 21               | 24               | 42               | 62               | 84               | 78               | 61               | 46               | 35               | 27               |                  |
| Середньомісячна швидкість вітру, м/с          | 3.50             | 3.30             | 3.50             | 3.70             | 3.80             | 3.70             | 3.50             | 3.70             | 4.10             | 4.40             | 4.10             | 3.40             |                  |
| Середньомісячна сонячна радіація, кДж/м²·день | 3284             | 7139             | 12586            | 17983            | 20611            | 21209            | 20429            | 16265            | 10150            | 5514             | 3047             | 2324             |                  |
| --------------------------------------------- | ---------------- | ---------------- | ---------------- | ---------------- | ---------------- | ---------------- | ---------------- | ---------------- | ---------------- | ---------------- | ---------------- | ---------------- | ---------------- |
| Джерело:                                      |                  |                  |                  |                  |                  |                  |                  |                  |                  |                  |                  |                  |                  |